# Willemsoord (marinewerf)

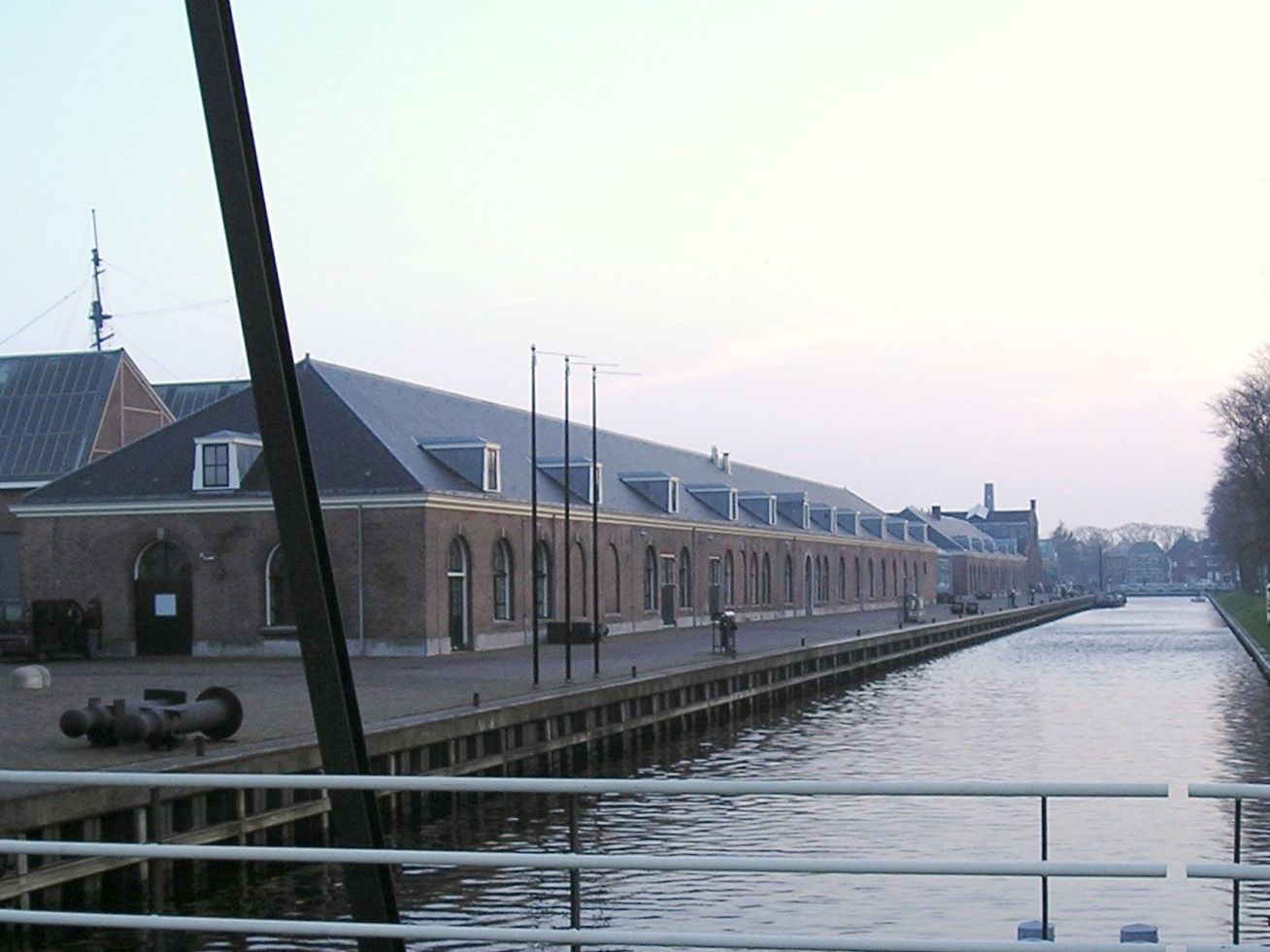
Oude Rijkswerf van Den Helder, 2007.

De voormalige rijkswerf Willemsoord, ook wel Oude Rijkswerf genoemd, is na vertrek van de Koninklijke Marine, die naar de Nieuwe Haven in Den Helder verhuisde, omgevormd tot een uitgaanscentrum en openluchtmuseum. Het terrein bevat horeca, musea, bedrijven, het stadhuis en nautisch (historische) bezienswaardigheden. Het gehele complex met vele afzonderlijke gebouwen is een Rijksmonument.

## Ontstaan Rijkswerf

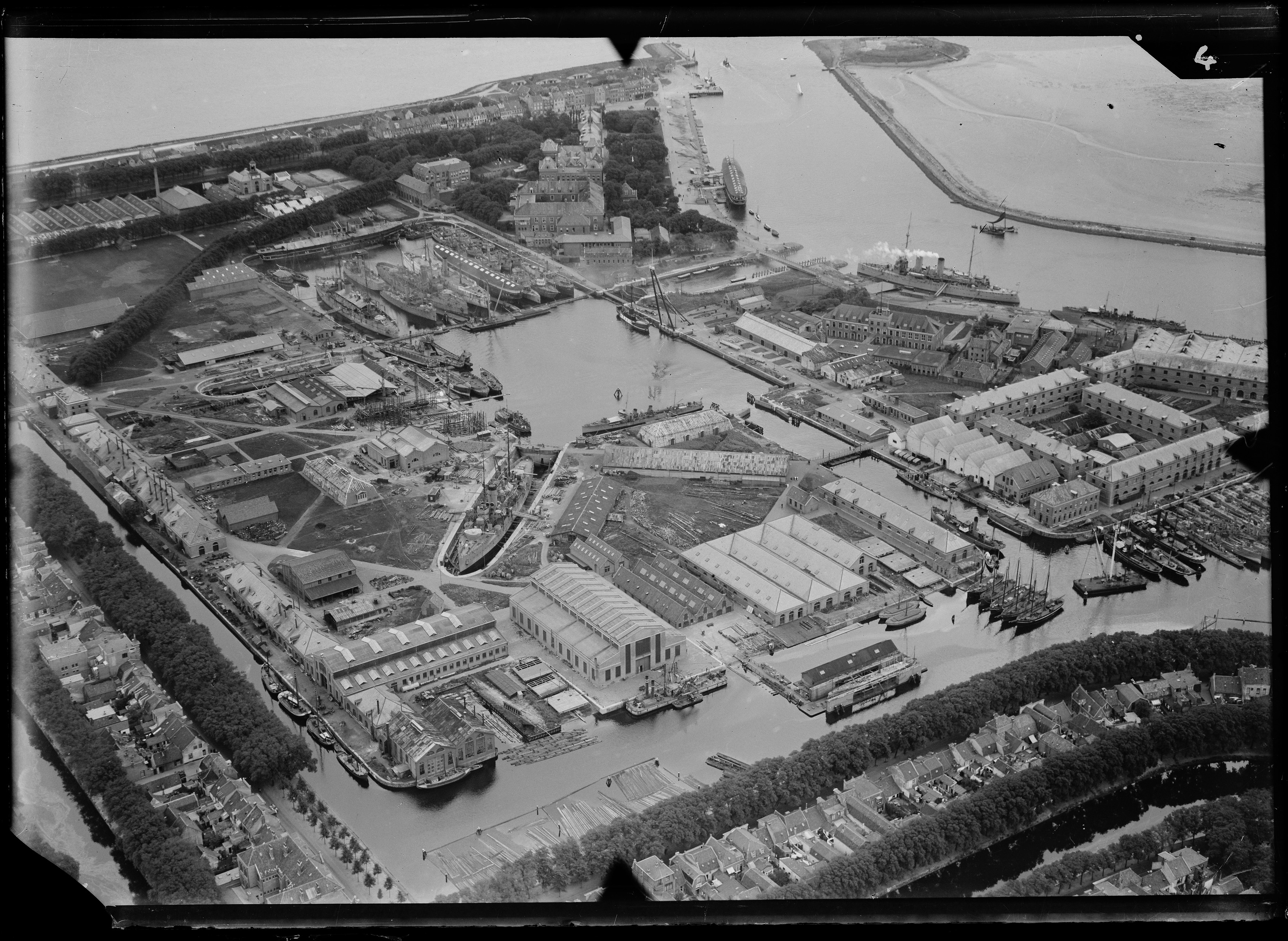
Willemsoord in vol bedrijf, 1920-1940

Toen Napoleon Bonaparte in 1811 naar Den Helder kwam, gaf hij Jan Blanken Jansz. de opdracht in Den Helder de grootste marinebasis met werf van Nederland te bouwen. In 1822 waren de eerste bouwwerken op de Rijkswerf van 40 hectare klaar: Dok I, Natte Dok, Zeedoksluis, Pomphuis met stoommachine en Werfkanaal (langs Weststraat en Hoofdgracht). Tussen 1857 en 1866 is Dok II gebouwd met daarnaast een nieuw pompgebouw. In de eerste helft van de 20e eeuw zijn de machinebankwerkerij (gebouw 60f), de ketelmakerij (gebouw 63), de scheepsmakerswerkplaats (gebouw 51), de werkplaats van de takelaars en zeilmakers (gebouw 72) en magazijnen en overige werkplaatsen gebouwd.

## Bijzondere gebouwen
De rijkswerf is om een nat dok heen gebouwd, dat tussen 1812 en 1823 werd gegraven met hand- en paardenkracht. De grond uit het dok is gebruikt voor het ophogen van het terrein dat destijds uit kreken en wiergronden bestond. In 1857 werd het aan de noordzijde met nog eens 30 meter verlengd. Het natte dok is nu circa 325 meter lang, 135 meter breed en oorspronkelijk circa 8 meter diep. De Zeedoksluis vormt de verbinding tussen de open zee en het natte dok; het was een keer- en schutsluis. De sluis is in 1972 vervangen door een grotere versie en ligt iets ten zuiden van de oude sluis. De oude sluis is gesloopt en niet meer zichtbaar. Om het natte dok liggen diverse historische gebouwen en twee droogdokken.

### Stoommachinegebouw

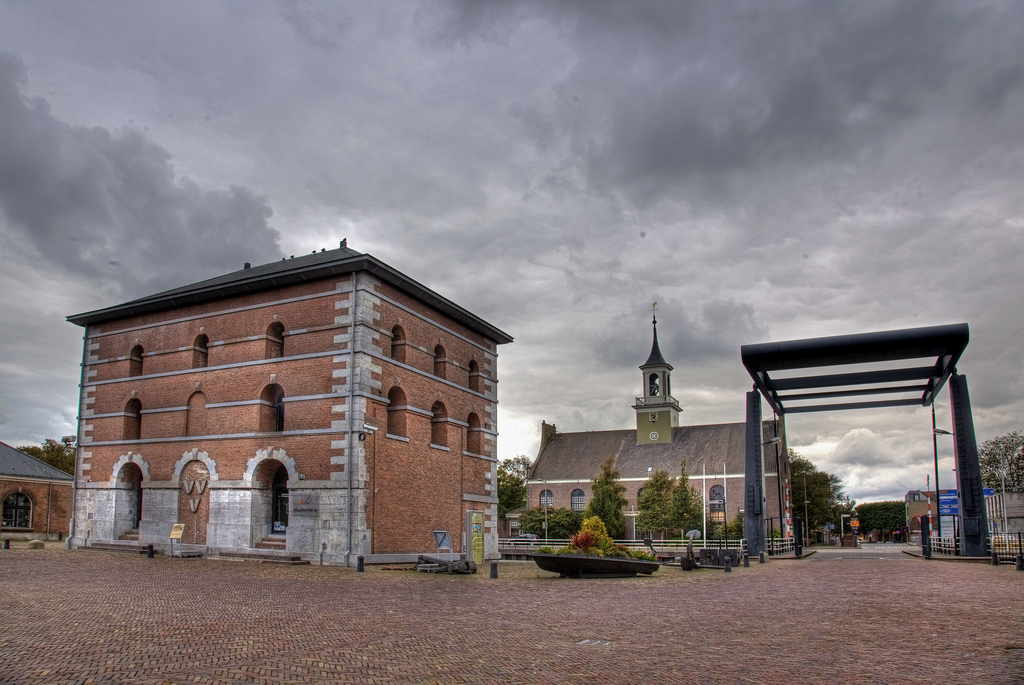
Stoommachinegebouw, 2010.

Het stoommachinegebouw werd gebouwd tussen 1813 en 1823 en werd ontworpen door Jan Blanken in neoclassicistische stijl. Het gebouw was bestemd voor een stoommachine die de energie leverde voor negen cilindervormige pompen om Dok I droog te pompen. Er was een ondergronds riool dat de pompen met het dok verbond. Het gebouw ligt aan de westzijde van het complex Rijkswerf Willemsoord. In 1862 was het gebouw overbodig geworden door de bouw van een nieuw stoommachinegebouw bij Dok II. Het pand werd geschikt gemaakt voor ijzermagazijn en de verdiepingen voor de opslag van graan voor de marinebakkerij. In 1889 werden ook de benedenlokalen bestemd voor graanberging. Het gebouw staat nu nog bekend als het "graanpakhuis". Vlak voor en tijdens de Tweede Wereldoorlog werd het gebouw verstevigd: de vloeren en schotten werden versterkt met gewapend beton. In 1942 werd ook de houten kapconstructie vervangen door beton. In 2004 werd het gebouw gerestaureerd en nu is het kantoor van de VVV er gevestigd.

### Dok I

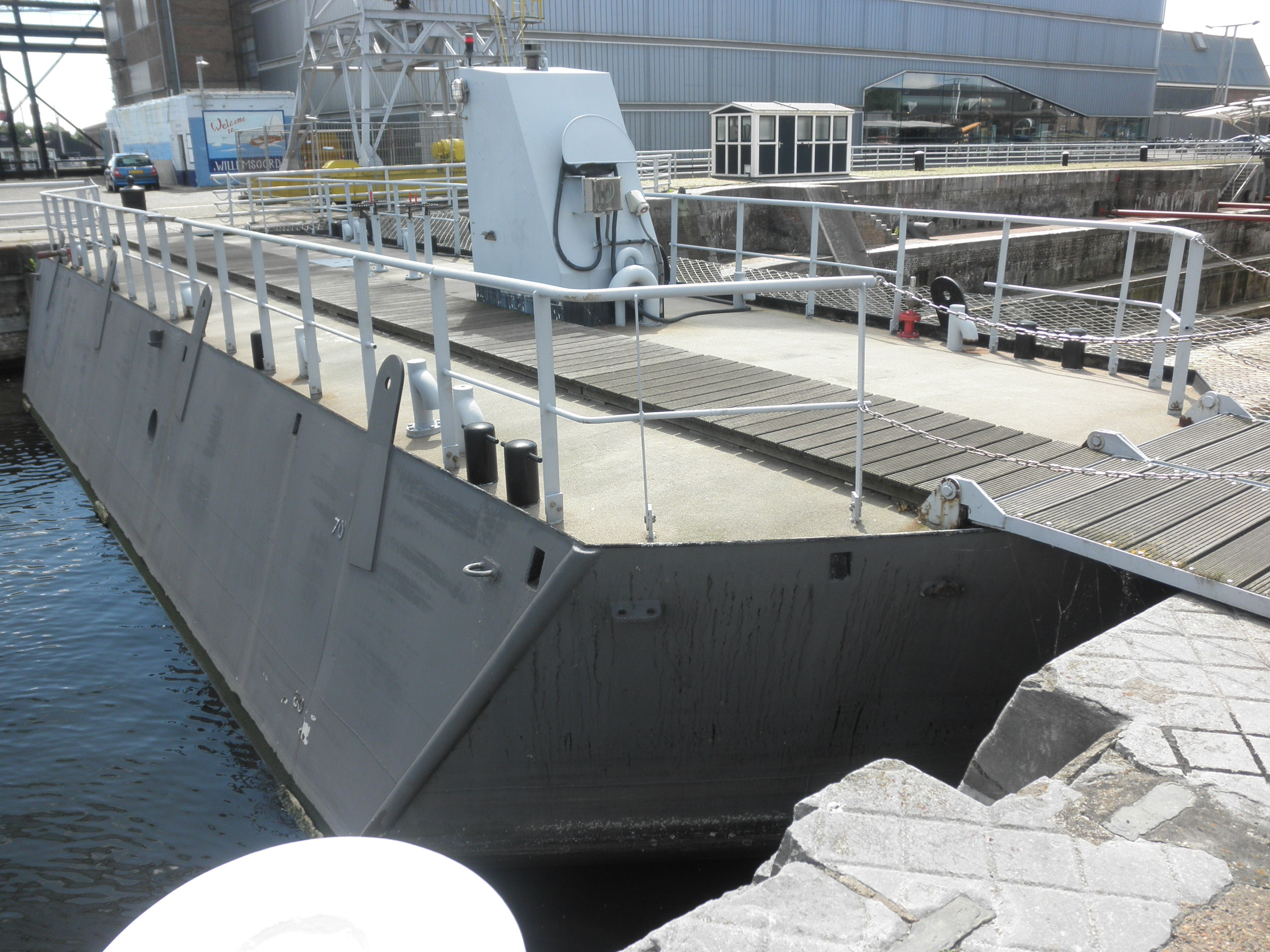
Schipdeur in het oude Dok, 2012.

Dok I is een stenen droogdok eveneens ontworpen door Jan Blanken en aangelegd tussen 1812 en 1822. Het dok ligt dicht bij het stoommachinegebouw dat de energie leverde om het dok te legen. Het dok werd afgesloten door een drijvende deur (bateau-porte) die inmiddels is vervangen. Het oude dok bleef ondanks lekkages tot 1849 in gebruik. In 1859 en 1860 werd in het oude dok een nieuw en dus kleiner droogdok gebouwd. De lengte van het dok is nu circa 85 meter, de breedte zo'n 25 meter ter hoogte van het maaiveld en de diepte ongeveer 4 meter. De breedte van het dok neemt van maaiveld- tot dokvloerniveau trapsgewijs af. De kademuren zijn van hardsteen en de overige delen van de dokmuren zijn gemetseld.
Een tweede bouwcampagne volgde in de periode 1857-1866. In deze jaren kreeg het terrein van de Rijkswerf de vorm die nu nog in hoofdlijnen herkenbaar is, onder andere door de aanleg van een nieuw droogdok, dok II.

### Dok II

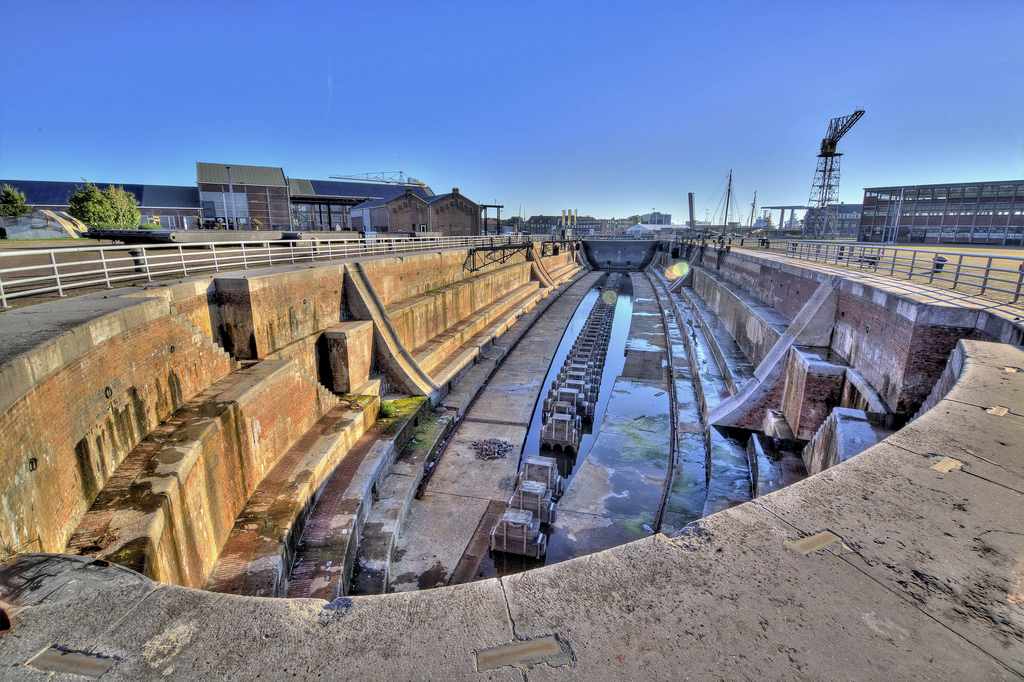
Dok II, foto is genomen richting de deur en daarachter het natte dok, 2010.

Dok II of het nieuwe droogdok is gebouwd in de jaren 1857-1866. Net als het oude dok, werd ook deze afgesloten door een drijvende deur die inmiddels ook is vervangen. Het dok werd aangelegd in verband met de groei van de Koninklijke Marine en van het bijbehorend scheepsonderhoud.
De bouw ging niet zonder problemen. In augustus 1860 liep het dok onverwacht vol water met veel schade aan het metselwerk als gevolg. De oplevering werd vertraagd tot juli 1862. Kort tijd later, in september, werd de vloer van het dok omhoog geduwd en ontstonden er grote scheuren. Vier jaar lang werd gewerkt aan verstevigingen en herstel van de schade en in 1866 was het dok eindelijk klaar. Precies 100 jaar later, in 1966, werd de bodem vervangen door gewapend beton. In 1953 kreeg het dok een eigen werfkraan. In gebouw 56 stonden de pompen om het water uit het dok te malen. Ze werden aangedreven door stoommachines. Het dok is circa 120 meter lang, de breedte op maaiveldniveau is circa 25 meter en de dokvloer ligt maximaal 8 meter onder het maaiveld. De vorm van het nieuwe dok lijkt veel op die van het oude dok.

## Tweede Wereldoorlog
De Rijkswerf heeft in de Tweede Wereldoorlog veel te lijden gehad. De bezetters maakten dankbaar gebruik van de werf. Dit leidde tot bombardementen die ook op burgerdoelen terechtkwamen. Op 19 februari 1943 was er een bombardement waarbij 39 doden vielen. Op het gedeelte van de werf waar nu nog de gebouwen van de Bewapeningswerkplaatsen staan, stond het Grootmagazijn en het zogenaamde Vierkantje. Dit gedeelte is verschillende keren gebombardeerd: de gebouwen in puin en tientallen doden. Ook het gebouw, waar nu het gebouw van de Stichting Nautische Monumenten staat (Gebouw 73), werd getroffen. De Mastenloods (gebouw 66) kreeg schade die kon worden hersteld. De verdwenen gebouwen waren allemaal in dezelfde fraaie, sobere bouwstijl als gebouw 66 en de andere gebouwen uit de begintijd van de Rijkswerf.
Na de Tweede Wereldoorlog beleefde Willemsoord een sterke bloeiperiode. Den Helder werd in 1947 aangewezen als de hoofdmarinebasis van Nederland. De oorlogsvloot bestond nog uit een handvol schepen. Niet alleen de stad onderging de wederopbouw maar ook de vloot. Voor de nieuw geworven bemanningen werd de woonwijk Nieuw Den Helder gebouwd. In hoogtijdagen werkten ca. 2500 mensen op de Rijkswerf.

## Overname door gemeente
Na 170 jaar vertrekt de Marine van de Rijkswerf en krijgt de gemeente Den Helder in 1995 20 ha. en in 2000 de overige 20 ha. van het terrein in het beheer. In de tussenliggende jaren is de restauratie begonnen van de monumentale gebouwen en waterbouwkundige werken en werden plannen gesmeed voor de nieuwe culturele en recreatieve invulling. Hiervoor heeft de overheid: Europese Commissie, het Rijk, de Provincie en Gemeente gezamenlijk 80 miljoen euro subsidie beschikbaar gesteld. Het nautisch themapark wat Willemsoord in het begin van de 21e eeuw, onder de naam Cape Holland en met als uitbater Libéma, moest worden faalde waarna de gemeente zelf Willemsoord verder ging ontwikkelen.

## Restauratie
Op 31 december 1999 begon officieel de restauratie van de Zuidwesthoek (van Gebouw 60a tot en met Gebouw 63) van Willemsoord. Een gedenksteen op de gevel van de Ketelmakerij herinnert aan de officiële oplevering in april 2002. Vrijwel tegelijkertijd zijn de overige gebouwen gerestaureerd. De laatste restauratieprojecten: gebouw 51 en gebouw 47 waren gereed in respectievelijk april en najaar 2004.

## Horeca
Op Willemsoord zijn meerdere restaurants gevestigd. Een aantal cafés en een nachtclub verhuisden in 2019 vanuit de Koningstraat naar Gebouw 51 op Willemsoord. Samen met cafés die zich al op Willemsoord bevonden werd zo het nieuwe uitgaansgebied van Den Helder gevormd. Naast de jachthaven van Willemsoord staat een houten opslag en schaftlokaal uit 1870 bijgenaamd 't Zwaantje waarin een eetcafé gevestigd is. Sinds de opening van de nieuwe schouwburg in 2015 kwam er ook een schouwburgrestaurant op het terrein. Tot 2020 was er een evenementenlocatie met kleine zaal te vinden in gebouw 62.

## Overige invulling

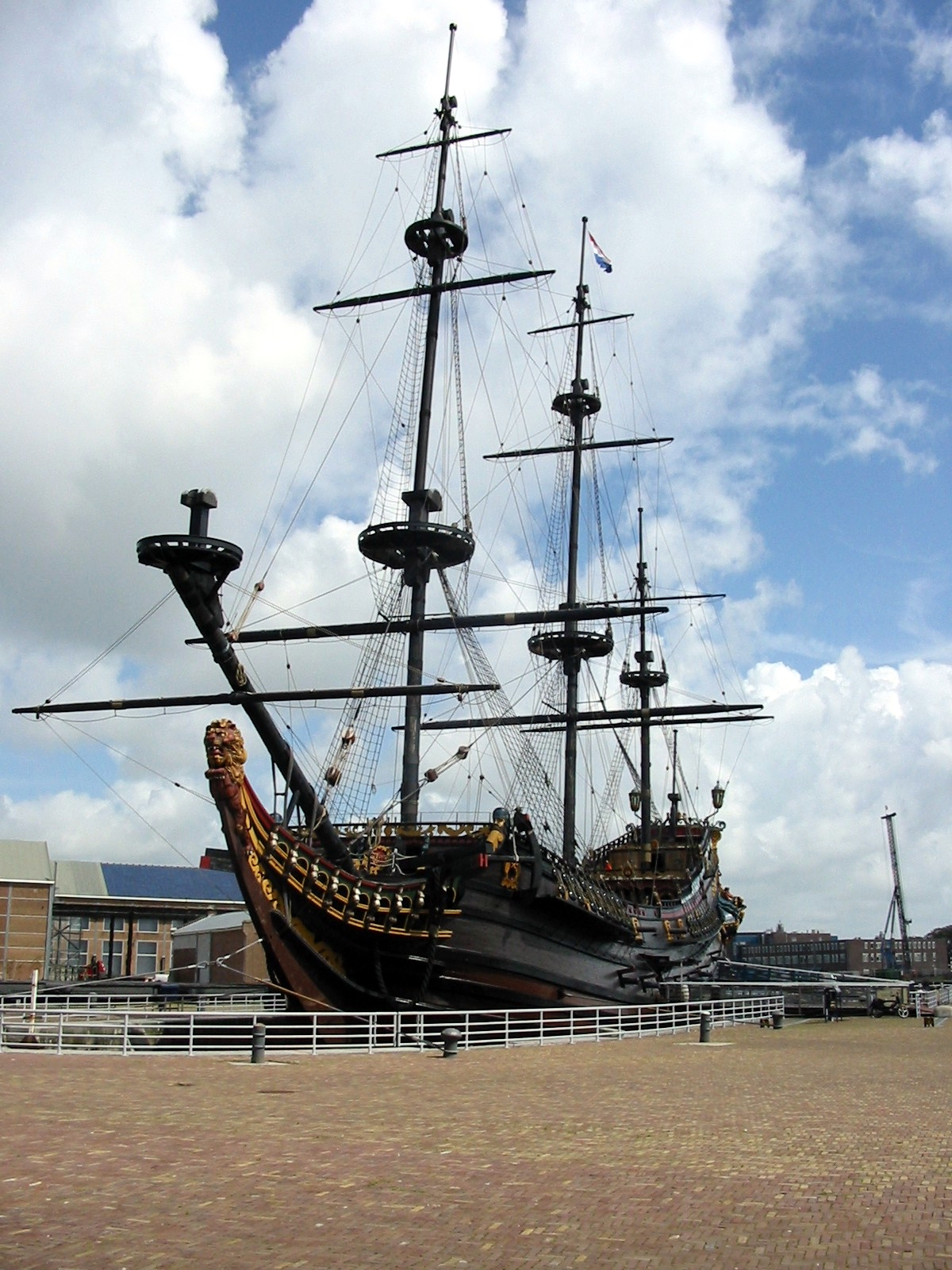
Het nagebouwde VOC-schip Prins Willem op de voormalige rijkswerf, 2007.

In gebouw 51 zijn een Kinepolis bioscoop en een indoor speelparadijs. In gebouw 51 waren eerder al een gokhal, een indoor ijsbaan en een bowlingbaan gevestigd. In gebouw 52a zitten Kunstuitleen Den Helder en de VVV. Verderop in gebouw 52 zitten een casino en een sportschool.
In gebouw 11 bevindt zich het kantoor van ontwikkelingsmaatschappij Zeestad en in gebouw 29 zijn het kantoor van de Helderse Courant en een dansschool te vinden. In gebouw 39 zijn enkele productiebedrijven en Sportservice Den Helder gevestigd en in gebouw 56 een kapper. In gebouw 62 bevindt zich een verzameling creatieve bedrijven. In gebouw 't Zwaantje was een souvenirwinkel gevestigd.
Van 2003 tot 2009 lag het nagebouwde VOC-schip Prins Willem in een dok van de voormalige marinewerf, waar het  door het publiek kon worden bezocht. Op 30 juli 2009 brak er brand uit. Er viel niets meer te redden.
Lichtschip Texel (nr. 10) ligt aangemeerd aan de zuidzijde van het terrein; daarnaast is de lichtmast van lichtschip Texel (nr. 11) op het terrein te vinden.
Op het uitgestrekte terrein zijn het Marinemuseum, Theater de Kampanje, en het Nationaal Reddingmuseum Dorus Rijkers gevestigd. Sinds 2014 is er een openluchtpodium, gemaakt van sluisdeuren, op het terrein te vinden. Verder zijn er een jachthaven en een camperplaats.
Begin 2019 werd bekend dat het stadhuis van gemeente Den Helder naar Willemsoord zou worden verplaatst. In 2022 werd begonnen met verbouwingswerkzaamheden ten behoeve van het stadhuis op Willemsoord. Vanaf 2023 zijn het bestuurlijke deel van de gemeente en de publieksbalies gehuisvest in gebouw 66 en de ambtenaren in gebouw 72.

## Evenementen
Op Willemsoord worden een aantal (jaarlijkse) evenementen gehouden;
- De jaarlijkse zomerkermis van Den Helder wordt sinds 2021 op het terrein georganiseerd.
- Tijdens de Dag van de Muziek die ieder jaar in Den Helder wordt gehouden zijn op Willemsoord ook diverse optredens te bekijken.
- Koningsdagmarkt, op koningsdag is er een rommelmarkt op het terrein.
- Jutterhavendagen, driejaarlijks nautisch evenement, wordt gehouden sinds 2016.

### Verleden
- Historisch Weekend; Bij dit evenement dat tussen 1996 en 2019 jaarlijks werd georganiseerd kwamen allerlei eigenaren van mobiel erfgoed, zoals auto's, bussen, schepen, motoren, fietsen en andere transportvoertuigen, bijeen om hun bezit te tonen. Onderdeel van dit evenement was een beurs in een van de gebouwen waar verzamelaars hun verzamelingen van onder andere antieke speelgoedauto's, Meccano en oude lampen tentoonstelden.[13]
- Visserijdagen; Van 2010 tot en met 2015 werden op Willemsoord de Visserijdagen Den Helder gehouden, hierbij komen allerlei vissersschepen naar Willemsoord. Er was een markt en er kon een kijkje genomen worden in diverse kotters. Daarnaast was er een visveiling voor particulieren, een kermis, oude ambachten, demonstraties, rondvaarten, visrokerijen en muziek.
- Er werden op het terrein in het verleden voorjaars- en paaskermissen gehouden.[14]
- Tijdens meerdere edities van Sail Den Helder was Willemsoord een evenementenlocatie met onder andere optredens van Wolter Kroes en OG3NE.
- Het terrein is meerdere keren gebruikt als festivalterrein voor evenementen van Woningstichting Den Helder. In 2010 tijdens de vieringen van 100 jaar Volkshuisvesting in Den Helder, in 2018 tijdens stadsfeest Stadshart op Koers en in 2022 tijdens Woningstichting Den Helder 100 jaar gaven onder andere Van Dik Hout, Loïs Lane, George Baker, Miss Montreal en Ilse DeLange een concert op de voormalige marinewerf.